# Giovanni Battista Carducci
Giovanni Battista Carducci (Fermo, 8 febbraio 1806 – Magliano di Tenna, 27 marzo 1878) è stato un architetto e mecenate italiano.

## Biografia
Sin da giovane sviluppò interesse per lo studio dei classici, della musica e dell'arte, soprattutto per quanto riguarda il disegno.
Si affermò come architetto innanzitutto nell'area fermana, per poi estendere il suo operato al territorio nazionale. Al lavoro di progettazione, che ebbe grande influsso nella nascente area urbanistica di Fermo, affiancò il lavoro di autore, pubblicando nel 1853 una guida della città di Ascoli Piceno.
La fama e il suo lavoro gli garantirono una buona posizione economica, grazie alla quale poté dedicarsi al collezionismo di reperti archeologici e di opere d'arte, oltre all'opera di beneficenza a favore di istituti di istruzione.
Al lavoro architettonico affiancò l'opera di studio sui pezzi che collezionava, producendo diverse opere di critica e commento artistico. Oltre ai numerosi pezzi di pregio artistico, Carducci si dedicò alla collezione di opere artistiche legate a temi di proprio gusto, comprendendo anche stampe imperfette o di poco valore purché rientrassero nell'area tematica al momento prediletta.
Nel 1878 Carducci depositò un testamento in cui, contrariamente alle aspettative degli eredi, nominava suo erede universale una fondazione da lui stesso costituita, denominata Opera Carducci, volta ad incoraggiare la pratica delle scienze e delle belle arti, a finanziare istituzioni universitarie e a contribuire al sostegno delle società operaie del territorio.
La costituzione dell'Opera richiese ingenti finanziamenti, che Carducci trovò mettendo all'asta le sue collezioni: in seguito alla vendita l'archivio fu smembrato tra diversi compratori, e una ampia parte rimase invenduta, venendo posta in deposito presso la cassa di risparmio della città. Solo in seguito la collezione sarebbe stato parzialmente ricomposto a partire dal 1922 ad opera del comune di Fermo.
Tra le collezioni riacquisite vi fu l'archivio di arte grafica, che rimase tra i lotti invenduti pur contenendo pregevoli incisioni e disegni principalmente del pittore marchigiano Fortunato Duranti, la cui componente ammonta a oltre 1000 fogli acquistati da Carducci alla morte del pittore.
Carducci morì nel 1879, e venne sepolto nella chiesa di San Filippo, nell'omonima località di Magliano di Tenna.

## La collezione artistica
Il gabinetto grafico comprende oltre 6500 incisioni, che raccolgono stampe ispirate a Michelangelo, Raffaello, Tiziano e altri classici, ma anche copie di lavori di Federico Barocci e dei Cugini Carracci, di bozzetti di Guido Reni e del Parmigianino, Durer e Antonio Tempesta.
La collezione include anche 4500 disegni che raccolgono fogli cinquecenteschi di Giovanni Antonio Dosio, Domenico Piola e di Giovan Battista Gaulli detto Il Baciccio, e opere settecentesche di Gian Antonio Guardi e Giuseppe Cades.
Tra i reperti più preziosi collezionati da Carducci vi è un taccuino posseduto da Cola dell'Amatrice (1480-1547 ca), che contiene 29 fogli di appunti e schizzi a penna e inchiostro.
Oggi le opere della collezione Carducci sono esposte all'interno della Biblioteca Civica di Fermo, dopo essere state esposte in varie mostre temporanee in territorio marchigiano.